# Thomas Bartholin
Thomas Bartholin (latinizado como Thomas Bartolinus) (20 de octubre de 1616 – 4 de diciembre de 1680) fue un médico, matemático y teólogo danés, hijo de Caspar Bartholin el Viejo y Anna Fincke, hija a su vez del matemático Thomas Fincke. Tuvo cinco hermanos entre los que destacó Rasmus Bartholin (nueve años menor), que alcanzó tanta fama como él por sus hallazgos científicos relacionados con la refracción doble de la luz. La familia Bartholin fue famosa por la cantidad de científicos que tuvo, doce de los cuales fueron catedráticos de la Universidad de Copenhague.
Thomas Bartholin es conocido como el descubridor del sistema linfático. Aunque dicho descubrimiento fue realizado a la vez por Olaus Rudbeck, Thomas Bartholin lo publicó primero.
Su padre publicó la primera colección anatómica en 1611, que fue ilustrada y revisada más adelante por Thomas, lo que convirtió a este trabajo en la referencia por excelencia de la anatomía. Cabe destacar que el ducto principal de las glándulas sublinguales llevan su nombre referido como el ducto sublingual de Bartholin.
En 1670 la granja donde vivía sufrió un incendio que acabó con gran parte de su biblioteca y de sus manuscritos. Después de esto, el rey Cristián V de Dinamarca nombró a Thomas como su médico personal, concediéndole un generoso sueldo y eximiendo a su granja del pago de impuestos, como recompensa por la pérdida sufrida. En 1680 Bartholin enferma, por lo cual vende la granja y regresa a Copenhague, dónde fallece poco más tarde. Fue sepultado en Vor Frue Kirke (la Iglesia de Nuestra Señora).
En Copenhague se puede encontrar la calle Bartholinsgade, y cerca de allí, el Instituto Bartholin (Bartholin Institutet), ambos llamados así en honor a su familia.